# Apače, Kidričevo
Apače este o localitate din comuna Kidričevo, Slovenia, cu o populație de 785 de locuitori.